# Monophyllaea hirtella
Monophyllaea hirtella är en tvåhjärtbladig växtart som beskrevs av Friedrich Anton Wilhelm Miquel. Monophyllaea hirtella ingår i släktet Monophyllaea och familjen Gesneriaceae. Inga underarter finns listade i Catalogue of Life.